# Jorge Miramón Santagertrudis
Jorge Miramón Santagertrudis (Saragossa, Aragó, 2 de juny de 1989), més conegut simplement com a Miramón és un futbolista professional aragonès. Juga en la posició de lateral, carriler o extrem dret.

## Trajectòria
Nascut a Saragossa, Miramón va militar primerament en l'equip de futbol sala del seu col·legi, C.P. Germans Marx de Saragossa. Posteriorment es va iniciar a les categories base del Stadium Casablanca de la capital aragonesa, i els planters del Reial Saragossa i Atlètic de Madrid, per després passar per equips com l'Andorra CF de Terol, i Lleida Esportiu, en el qual va estar durant tres temporades i va destacar en la categoria de bronze espanyola. Allà hi va disputar un total de 127 partits, cosa que li va servir per, el 2015, fer el salt al futbol professional fitxant pel Leganés d'Asier Garitano per una temporada. A la campanya següent no va continuar a les ordres del basc i va ser fitxat per l'acabat d'ascendir Reus Deportiu per seguir jugant en Segona Divisió.
El juny de 2018 va ser fitxat per la SD Osca, acabat d'ascendir a primera divisió. El 19 d'agost va debutar a Primera Divisió en una victòria per 1 a 2 contra la SD Eibar. El 27 d'agost va aconseguir el seu primer punt amb el quadre d'Osca en un empat a dos contra l'Athletic Club a Sant Mamés.
El 28 de juny de 2019, el Llevant va fer oficial la seva contractació per a les següents dues temporades. Va iniciar la temporada 2019-20 com el lateral dret titular del Llevant en primera divisió. El 19 de juliol de 2022, després d'un altre descens, va retornar a Leganés amb contracte d'un any.